# Thám tử lừng danh Conan: Thủ phạm trong đôi mắt
Thám tử lừng danh Conan: Thủ phạm trong đôi mắt (名探偵コナン 瞳の中の暗殺者 Meitantei Konan: Hitomi no Naka no Ansatsusha) là phần phim điện ảnh thứ tư của bộ truyện tranh Thám tử lừng danh Conan được ra mắt tại Nhật Bản năm 2000, với thám tử chính là Shinichi Kudo. Nó cũng được chuyển thể thành truyện tranh. Tại Việt Nam, phim được phát sóng trên kênh HTV3 vào ngày 11 tháng 12 năm 2016.

## Nội dung

Logo phim trên HTV3

### Những nhân viên cảnh sát liên tục bị sát hại
Một vụ ám sát đã xảy ra trước mắt Conan: Nạn nhân là cảnh sát Narasawa Osamu, hiện đang điều tra vụ án từ 1 năm trước. Quan sát thấy hung thủ cầm ô tay tay phải nên Conan suy luận ra hắn thuận tay trái. Ngay sau đó, vụ thứ 2 đã xảy ra!! Người bị giết là cảnh sát Shiba Yoichiro đã bị bắn ở hầm gửi xe Midoridai (Shiba cũng là người tham gia với Narasawa điều tra vụ án 1 năm trước). Dựa vào vỏ đạn thu ở hiện trường cảnh sát biết được hai cảnh sát bị giết cùng một khẩu súng. Liệu 2 vụ án này có liên quan đến nhau? Vụ án Narasawa và Shiba điều tra là gì? Thủ phạm vụ án của 1 năm trước có liên quan đến 2 vụ án hiện tại hay không? Ai sẽ là mục tiêu tiếp theo của hắn?

### Vụ án thứ 3 xảy ra
Conan và mọi người được mời đến dự tiệc cưới của em gái cảnh sát Shiratori. Bữa tiệc ấy có rất nhiều người liên quan đến ngành cảnh sát đến dự. Thám tử Mori hỏi thanh tra Megure và cảnh sát Shiratori về 2 vụ án nhưng hai người ấy không chịu cung cấp thông tin. Shiratori đã bật ra câu nói "NEED NOT TO KNOW" (KHÔNG CẦN BIẾT) đầy ẩn ý. Đúng lúc đó Ran và cảnh sát Sato bị tấn công. Mọi người tức tốc chạy đến. Ran bị bất tỉnh và xây xát nhẹ còn Sato bị bắn trọng thương. Conan thấy được khẩu súng thủ phạm vất ở hiện trường hoàn toàn giống với khẩu súng bắn 2 cảnh sát Narasawa và Shiba lúc đó. Cảnh sát cho phong tỏa toàn bộ khách sạn và cho kiểm tra phản ứng thuốc súng với tất cả mọi người trong khách sạn. Ran và Sato được đưa tới bệnh viện. Ran và Sato sẽ như thế nào? Tại sao 2 người lại bị tấn công?

### Lật lại vụ án 1 năm trước
Hè 1 năm trước, người ta đã tìm thấy xác bác sĩ Jinno Tamotsu tại nhà ông ta. Kẻ đang trong tầm ngắm của cảnh sát là Toshiya Odagiri (con trai thủ trưởng Toshiro Odagiri). Theo lời cô em gái của Jinno là Jinno Tamaki thì 1 tháng trước khi Jinno chết thì ông ta có cãi nhau với Toshida. Thanh tra Tomonari trong một lần theo dõi Toshida thì ông bị đột quỵ do bệnh tim tái phát. Sau đó, vụ án được khép lại với kết luận Jinno tự sát. Trong tiệc cưới em gái Shiratori Conan đã để ý thấy con trai thanh tra Tomonari là Tomonari Makoto cũng có mặt. Thanh tra Megure kể rằng trong lễ tang bố anh ta, Makoto hét lên: "Chính các người đã giết cha tôi, hãy đợi đấy, tôi không để yên cho các người đâu!". Thủ phạm của những vụ giết người hàng loạt có phải Makoto không?

### Tuy mất trí nhớ nhưng Ran vẫn là mục tiêu
Ran và cảnh sát Sato được chuyển vào bệnh viện. Tình hình của Sato rất nguy kịch. Ran không bị thương nhưng lại bị mất trí nhớ. Bác sĩ điều trị cho Ran là Kazato Kyosuke vốn là người quen của Shiratori (ngày trước anh ta đã từng điều trị cho thanh tra Tomonari). Ở bệnh viện, hung thủ theo dõi Ran rất sát sao. Tính mạng của Ran sẽ ra sao?
Để thanh thản đầu óc, Ran cùng mẹ và Conan đi mua sắm. Lúc đó, một bàn tay hiểm ác đã đẩy Ran xuống đường ray .Conan lao xuống đường ray đẩy Ran ra ngoài. May mắn là cả hai đều an toàn. Ran lại phải đến bệnh viện. Mọi người kết luận rằng lúc bị tấn công, Ran đã thấy được mặt hung thủ. Conan tới hiện trường gây án để tìm chứng cứ. Conan rất điên đầu vì mọi người đều được kiểm tra phản ứng thuốc súng và tất cả đều được cho kết quả âm tính. Ngay sau đó Conan phát hiện được một điều kỳ lạ là chiếc ô của Ran gửi ở quầy lễ tân lúc đầu được cài rất chắc chắn. Sau lúc Ran và Sato bị tấn công thì chiếc ô đã bung ra ngoài. Conan xin lại chiếc ô từ quầy lễ tân. Căng dù ra, Conan biết được tiểu xảo bắn súng mà không dính phản ứng thuốc súng của hung thủ.

### Conan truy tìm manh mối
Conan đi tìm Jinno Tamaki. Cả hai tới nhà chỉ huy Odagiri. Thủ trưởng cho 2 người biết rằng 1 năm trước lúc Jinno còn sống Toshida biết được Jinno lấy cắp thuốc của bệnh viện đem ra ngoài bán trái phép. Anh ta còn dọa tố cáo Jinno hòng tống tiền. Conan xin Odagiri xem hồ sơ vụ án 1 năm trước nhưng ông ta không đồng ý. Ran tới công viên TROPICAL LAND mong tìm lại được ký ức của mình. Lúc đó có người lạ đến sáp lại gần Ran, và người đó chính là Makoto. Anh ta bị chuyển về đồn cảnh sát. Anh ta khai rằng có 1 kẻ nạc danh gọi đến nói rằng biết được sự thật về cái chết của thanh tra Tomonari (bố Makoto) và nói Makoto tới ngã tư phố Beika để nói chuyện. Makoto tới như đã hẹn. Makoto chẳng thấy hắn đâu cả, chỉ thấy CS. Narasawa bị bắn. Về nhà, kẻ đó lại gọi điện và bảo Makoto đến hầm gửi xe Midoridai. Lần này lại thấy CS. Shiba bị bắn. Makoto biết mình đang bị gài bẫy. Tối hôm đó Makoto không về nhà mà lại trọ ở một khách sạn. Sáng mai, anh ta nghe tiếng của 1 phụ nữ tự xưng mình là CS. Sato và yêu cầu tới Khách sạn BEIKA SUN PLAZA. Tới nơi thì Sato bị sát hại. 

### Vạch mặt hung thủ
Ran đang ở công viên TROPICAL LAND và bị hung thủ theo dõi nhưng Ran không hề hay biết chuyện đó. Hung thủ bắn Ran nhưng tiến sĩ Agasa đỡ đạn cho Ran. Ran và Conan chạy trốn. Đến một mỏm đá cao Conan dừng lại vạch mặt hung thủ. Lời nhắn của cảnh sát Narasawa để lại không phải chỉ cuốn sổ cảnh sát mà là chỉ trái tim. Đó là chữ Tâm trong từ "KHOA TÂM LÝ" (theo tiếng hán chữ tâm có nghĩa là trái tim). Hung thủ là một người không thể ngờ, đó là KAZATO KYOSUKE. Hồi ấy Kazato là bác sĩ trẻ triển vọng số 1 ở bệnh viện Toto. Nhưng trong một lần phẫu thuật, Jinno đã cắt nhầm dao phẫu thuật vào cổ tay trái của Kazato. Từ đó, bàn tay vàng ấy không còn được như xưa nữa. Kazato chuyển từ khoa ngoại sang khoa tâm lý. Sau đó, Kazato được Jinno mời tới nhà hắn uống rượu và được nghe sự thật phũ phàng về cánh tay trái của Kazato. Kazato nổi giận liền lấy dao phẫu thuật cắt động mạch tay phải của Jinno. Kĩ xảo bắn súng mà không dính phản ứng thuốc súng của Kazato là lấy một chiếc ô có lỗ thủng rồi đút súng qua lỗ thủng để bắn. Nhờ đó, mặt ô đã bảo vệ Kazato không dính bột và khói thuốc súng. Kazato biết kĩ xảo của mình đã bị lộ, hắn định thanh toán luôn cả Conan để bịt đầu mối. Trong lúc Conan đang nghĩ kế chạy trốn, Ran hỏi cậu tại sao cậu lại bảo vệ mình, cậu trả lời: "Bởi vì em yêu chị. Em yêu chị, yêu nhiều hơn bất cứ ai trên thế gian này"
Conan dắt Ran đến nơi có vòi phun nước như lần cuối cùng 2 người đến công viên này. Cậu đã cố tình nhắm ngay lúc vòi phun hoạt động để ngăn tầm bắn của Kazato. Chính trong lúc ấy, ký ức trong Ran ùa về, cô nhớ thiếu úy Sato bị hắn bắn ra sao và làm thế nào mà cô đạt được giải quán quân Karate. Cuối cùng cảnh sát đến tóm cổ Kazato trong tình trạng bất tỉnh vì ăn đòn của nhà vô địch Karate. Sau đó bệnh viện báo tin Sato đã qua cơn nguy hiểm từ bệnh viện làm cho cả sở cảnh sát hết sức vui mừng.

## Lồng tiếng
| Nhân vật            | Diễn viên lồng tiếng | Diễn viên lồng tiếng |
| ------------------- | -------------------- | -------------------- |
| Nhân vật            | Nhật Bản             | Việt Nam             |
| Edogawa Conan       | Takayama Minami      | Hoàng Khuyết         |
| Kudo Shinichi       | Yamaguchi Kappei     | Hoàng Khuyết         |
| Mori Ran            | Yamazaki Wakana      | Thuý Hằng            |
| Mori Kogoro         | Kamiya Akira         | Trần Vũ              |
| Suzuki Sonoko       | Matsui Naoko         | Ngọc Quyên           |
| Haibara Ai          | Hayashibara Megumi   | Ái Phương            |
| Yoshida Ayumi       | Iwai Yukiko          | Kim Ngọc             |
| Tsuburaya Mitsuhiko | Ōtani Ikue           | Chánh Tín            |
| Kojima Genta        | Takagi Wataru        | Thiện Trung          |
| Thanh tra Megure    | Chafurin             | Trí Luân             |
| Shiratori Ninzaburo | Shiozawa Kaneto      | Tuấn Anh             |
| Sato Miwako         | Yuya Atsuko          | Huyền Trang          |
| Trung sĩ Takagi     | Takagi Wataru        | Quang Tuyên          |
| Kisaki Eri          | Takashima Gara       | Thu Hiền             |
| Tiến sĩ Agasa       | Ogata Kenichi        | Chơn Nhơn            |
| Thanh tra Chiba     | Chiba Isshin         | Trần Vũ              |
| Odagiri Toshiya     | Egawa Hisao          | Thân Vinh            |
| Odagiri Toshiro     | Nakata Kōji          | Tất My Ly            |
| Kazato Kyosuke      | Inoue Kazuhiko       | Minh Vũ              |
| Jinno Tamaki        | Fukami Rica          | Linh Phương          |
| Jinno Tamotsu       | Uchido Naoya         | Tấn Phong            |
| Tomonari Makoto     | Morikawa Toshiyuki   | Chánh Tín            |
| Shiratori Sara      | Ohara Sayaka         | Thùy Tiên            |
| Narasawa Osamu      | Shimaka Yutaka       | Bá Nghị              |
| Shiba Yoichiro      | Yamanoi Jin          | Tuyết Nhung          |
| Thanh tra Tomonari  | Oyama Takao          | Hạnh Phúc            |
| Yokosuka Yukino     |                      | Thu Huyền            |
| Y Tá 1              | Saiga Mitsuki        | Hoài Thương          |
| Shiratori Sara      | Ohara Sayaka         | Kim Anh              |

## Âm nhạc
"Anata ga Iru Kara"
- Trình bày: Miho Komatsu
- Ngày phát hành: 21 tháng 6 năm 2000
- Hãng thu âm: GIZA studio